# Liberty-skib
Liberty-skib er betegnelsen på en skibstype som i stort tal blev bygger i USA under den 2. verdenskrig. Skibene blev bygget efter engelsk model, men blev tilpasset amerikanske forhold. De var billige og hurtige at bygge, og blev et symbol på USA’s industrielle formåen.
Allerede inden USA’s indtræden i krigen bestilte Storbritannien et stort antal nye fragtskibe i USA som erstatning for de skibe, som blev sænket af tyske Ubåde. Efter vedtagelsen af Lend-Lease loven i 1941 købte den amerikanske flåde skibe af denne type og udlånte dem til Storbritannien. 17 amerikanske skibsværfter byggede i alt 2.751 Liberty skibe mellem 1941 og 1945, og det gør skibstypen til den, der er fremstillet i det højeste antal.
Fremstillingen af disse skibe kan sammenlignes med fremstillingen af Hog Island skibene og tilsvarende standardiserede typer under 1. verdenskrig, men blot i en meget større skala. Den voldsomme indsats, som skulle til, det enorme antal som blev bygget, samt at skibene overlevede meget længere end de 5 år, som var forventet, har gjort skibstypen til genstand for megen forskning.

## Historie og tjeneste
I 1936 vedtog USAs Kongres en lov, som årligt tildelte støtte til bygning af 50 fragtskibe, som i tilfælde af krig kunne bruges af United States Navy som hjælpeskibe. I 1939 blev antallet fordoblet, og det samme skete i 1940 så man nu var oppe på 200 skibe årligt. Skibstyperne omfattede en type tankskibe og tre typer fragtskibe som alle havde dampturbiner som drivkraft. Der var begrænset kapacitet på skibsværfterne og til at fremstille dampturbiner, hvilket betød at relativt få af disse planlagte skibe blev bygget.
I 1940 bestilte Storbritannien 60 stykgodsskibe fra amerikanske værfter som erstatning for skibe, der var blevet sænket, og for at forøge handelsflåden. Disse skibe fik alle navne som begyndte med Ocean, og de var enkle, men store efter datidens forhold med en enkelt kulfyret stempelmotor på 1.9MW af en forældet men driftssikker model. Briterne ønskede kulfyrede skibe, fordi de havde masser af kul, men ingen indenlandske oliefelter.
Skibsmodellen havde sit forbillede i en simpel skibsmodel, som oprindelig blev bygget i Sunderland af J.L. Thompson & Sons (se Silver Line) i 1879, og herefter bygget i stort tal indtil SS Dorrington Court i 1930-erne. De nye skibe skulle have 457 mm større dybgang og dermed øgedes deplacementet med 800 tons til 10.100 tons. Kahytter, bro og maskine var placeret midt i skibet med en lang tunnel til akslen fra maskinen til skruen. Det første Ocean skib – Ocean Vanguard blev søsat den 16. august 1941.
Skibets design blev ændret af United States Maritime Commission, så det kom i overensstemmelse med amerikansk konstruktionspraksis og gjorde det endnu hurtigere og billigere at fremstille. Den amerikanske version fik typebetegnelsen: EC2-S-C1. EC stod for Emergency Cargo og 2-tallet for at det var et stort skib. I det nye design gik man i vidt omfang væk fra at nitte stålet sammen (hvilket kostede ca. en tredjedel af arbejdsindsatten) og anvendte i stedet svejsning. Dampkedlerne blev samtidig oliefyrede i stedet for kulfyrede. Ordren blev givet til et konglomerat af selskaber på den amerikanske vestkyst – der gik under betegnelsen Six Companies, under ledelse af Henry J. Kaiser, og samtidig blev lovgivningen ændret, så den passede til den nye type.
Den 27. marts 1941 blev antallet af skibe under Lend-Lease lovgivningen øget til 200 (Defense Aid Supplemental Appropriations Act), og måneden efter forøget igen til 306, hvoraf 117 skulle være Liberty skibe.
Skibene blev bygget af sammensvejsede sektioner, som derefter blev svejset sammen til hele skibe. Det tog adskillige måneder at nitte et skib sammen, og det krævede en del træning. Det var lettere at lære folk at svejse, men til gengæld var erfaringerne med at bygge sammensvejsede skibe meget små. Da Amerika gik ind i krigen, ansatte skibsværfterne i høj grad kvinder, dels som erstatning for de mænd, som gik ind i de væbnede styrker, dels for at kunne udvide kapaciteten.
I starten havde skibene et dårligt ry i offentligheden på grund af deres udseende. I den tale hvor han annoncerede krise skibsbygningsprogrammet havde præsident Franklin D. Roosevelt omtalt skibet som en skrækkeligt udseende ting, og Time Magazine kaldte det en grim ælling. For at berolige den offentlige mening blev den 27. september udnævnt til Liberty Fleet Day, og de første 14 kriseskibe blev søsat denne dag. Den første af disse var SS Patrick Henry, som blev navngivet af Franklin D. Roosevelt. I en kort tale ved søsætningen citerede FDR Patrick Henry's tale i 1775 som endte "Giv mig frihed (Liberty) eller giv mig døden". Roosevelt sagde, at denne nye skibsklasse ville bringe friheden til Europe, og at det var det, som lå bag navnet.
I starten tog det ca. 230 dage at bygge hvert skib. (Patrick Henry tog 244 dage), men gennemsnitstiden faldt efterhånden til 42 dage. Rekorden blev sat ved bygningen af SS Robert E. Peary, som blev søsat 4 dage og 15 1/2 timer efter at kølen var blevet lagt. Denne bedrift blev dog ikke gentaget – og der manglede en del udrustning m.v. efter søsætningen. Skibene blev bygget på samlebåndsmaner af præfabrikerede sektioner. I 1943 blev der færdiggjort 3 nye Liberty skibe hver dag. De blev fortrinsvis opkaldt efter berømte amerikanere, og man startede med underskriverne af Uafhængighedserklæringen.
Enhver gruppe som fik tegnet krigsobligationer til en værdi af 2 mio. dollars kunne foreslå et navn. De fleste blev opkaldt efter afdøde personer. Den eneste levende person var Francis J. O'Gara, som var purser på SS Jean Nicolet, der formodedes at være blevet dræbt ved et Ubåds angreb, men som rent faktisk overlevede krigen i en japansk krigsfangelejr. Andre undtagelser var SS Stage Door Canteen, som blev opkaldt efter en klub for militærfolk i New York, og SS U.S.O., som blev opkaldt efter soldaterhjemsorganisationen i USA. .
Et andet bemærkelsesværdigt Liberty skib var SS Stephen Hopkins, som sænkede det tyske kaperskib Stier i en direkte kamp skib mod skib i 1942, og dermed blev det første amerikanske skib, som sænkede et at af den tyske marines overfladeskibe.
SS Richard Montgomery er også værd at huske, om end af en anden grund. Skibet ligger som vrag ud for kysten ved det engelske grevskab Kent, med 1.500 tons eksplosiver om bord, hvilket ville svare til en lille atombombe, hvis de nogensinde skulle eksplodere.
Det sidste Liberty skib, som blev bygget, var SS Albert M. Boe, som blev søsat den 26. september 1945 og afleveret den 30. oktober 1945. Skibet blev opkaldt efter den førstemaskinmester på et af hærens fragtskibe, som forblev under dæk for at stoppe maskinerne efter en eksplosion den 13. april 1945, for hvilket han posthumt fik en Merchant Marine Distinguished Service Medal .

### Problemer
De første Liberty skibe havde ofte problemer med revner i skrog og dæk, og nogle gik endda ned på grund af sådanne strukturelle fejl. I løbet af 2. verdenskrig blev der konstateret næsten 1.500 eksempler på alvorlige revner som følge af sprødt stål. Nitten skibe knækkede uden varsel over på midten herunder SS John P. Gaines, som sank den 24. november 1943 og tog 10 mand med sig. Mistanken faldt på skibsværfterne, som ofte havde brugt uerfarne arbejdere og nye svejseteknikker for at bygge et stort antal skibe i en fart.
Constance Tipper  fra Universitetet i Cambridge viste, at revnerne ikke skyldtes svejsningen men derimod den anvendte type stål, som kunne blive sprød. Hun fandt ud af, at skibe i Nordatlanten var udsat for temperaturer som kunne falde under et kritisk punkt, hvor stålet gik fra at være sejt til at være sprødt, og derfor kunne skroget ret let revne. I modsætning til når man brugte nittede plader kunne revner uhindret dannes over lange strækninger, når pladerne blev svejsede. En almindelig type revner startede i det retvinklede hjørne af en luge, som samtidig var en svejsning, hvilket betød at både hjørnet og svejsningen udgjorde stress punkter.
Ydermere sejlede skibene ofte med betydeligt overlæs, og nogle problemer opstod under eller efter kraftige storme, som ville have været en risiko for ethvert skib. Der blev tilføjet en række forstærkninger til Liberty skibene for at løse problemet, og den efterfølgende skibstype, Victory-skib, blev bygget stærkere og knap så stive for bedre at kunne klare materialetræthed.
Der blev også bygget flere varianter af benzin tankskibe, hvoraf den mest talrige var T2 serien, hvoraf der blev bygget omkring 490 mellem 1942 og udgangen af 1945.

### Efter krigen
En stor del af Liberty skibene overlevede krigen, og udgjorde en stor del af handelsflåderne efter krigen. Mange blev købt af græske skibsredere til meget lave priser. Flere skibsmagnater startede deres flåder med at købe mange Liberty skibe. Begrebet "Liberty-size cargo" for 10.000 tons kan stadig høres indenfor skibsfarten.
I 1960-erne blev tre Liberty skibe taget ud af den amerikanske flådes reserve og ombygget til technical research ships (de blev rent faktisk brugt til indsamling af elektroniske efterretninger og som radar lytteposter) af den amerikanske flåde med typebetegnelsen AGTR. SS Samuel R. Ailken blev til USS Oxford (AGTR-1), SS Robert W. Hart blev til USS Georgetown (AGTR-2) og SS J. Howland Gardner blev til USS Jamestown (AGTR-3). Alle disse skibe blev taget ud af drift i 1969 og 1970.
I dag er der to funktionsdygtige Liberty skibe tilbage: SS John W. Brown (efter en lang karriere som skoleskib og med mange ombygninger) og SS Jeremiah O'Brien, som stort set er i original stand. Begge skibe er omdannet til museer, men sejler med jævne mellemrum. I 1994 dampede Jeremiah O'Brien fra San Francisco til England og Frankrig hvor det var det eneste større skib, som havde deltaget i invasionen i Normandiet på D-dag og som nu vendte tilbage ved 50 års jubilæet. SS Albert M. Boe overlever som Star of Kodiak, en flydende konservesfabrik, som ligger fortøjet i havnen i Kodiak i, Alaska

## Involverede skibsværfter
Der blev bygget Liberty skibe på 17 skibsværfter langs USA’s kyster:
- Alabama Drydock and Shipbuilding, Mobile, Alabama
- Bethlehem-Fairfield Shipyard, Baltimore, Maryland
- California Shipbuilding Corp., Los Angeles, California
- Delta Shipbuilding Corp., New Orleans, Louisiana
- J. A. Jones Construction Company
  - Panama City, Florida
  - Brunswick, Georgia.
- Kaiser Company, Vancouver, Washington
- Marinship, Sausalito, California
- New England Shipbuilding, South Portland, Maine
- North Carolina Shipbuilding Company, Wilmington, North Carolina
- Oregon Shipbuilding Corporation, Portland, Oregon
- Permanente Metals Corporation, Richmond, California (a Kaiser facility)
  - Yard No. 1
  - Yard No. 2
- St. Johns River Shipbuilding, Jacksonville, Florida
- Southeastern Shipbuilding, Savannah, Georgia
- Todd Houston Shipbuilding, Houston, Texas
- Walsh-Kaiser Co., Inc., Providence, Rhode Island

## Eksterne links
- Liberty Ships built by the United States Maritime Commission in World War II Arkiveret 9. maj 2008 hos  Wayback Machine
- SS John W. Brown website (one of two still operational Liberty ships) Arkiveret 31. maj 2008 hos  Wayback Machine
- Liberty Ships and Victory Ships, America's Lifeline in War Arkiveret 11. juni 2007 hos  Wayback Machine til en time om Liberty skibe og Victory skibe fra National Park Service's læring med historiske steder.
- Seafarers International Union
- Ships for Victory: J.A. Jones Construction Company and Liberty Ships in Brunswick, Georgia 84 sort-hvide fotos fra J.A. Jones Construction Company's samling på Brunswick-Glynn County Library som viser selskabets skibsbygningsaktiviteter under 2. verdenskrig på dets skibsværft i Brunswick, Georgia fra 1943 til 1945.

|  | Infoboks uden skabelon Denne artikel har en infoboks dannet af en tabel eller tilsvarende. |